# Кам'яний Майдан
Кам'яний Майда́н — село в Україні, у Брониківській сільській територіальній громаді Звягельського району Житомирської області. Населення становить 178 осіб (2001).

## Населення

### Мова
Розподіл населення за рідною мовою за даними перепису 2001 року:
| Мова       | Кількість | Відсоток |
| ---------- | --------- | -------- |
| українська | 176       | 98.88 %  |
| російська  | 2         | 1.12 %   |
| Усього     | 178       | 100 %    |

## Історія
У Списку населених місць Волинської губенії за 1906 рік Кам'яний Майдан згадується як село Рогачівської волості Новоград-Волинського повіту Волинської губернії з 35 дворами і 260 мешканцями.
До Жовтневого перевороту 1917 року мешканці села здійснювали релігійні обряди у православній церкві Вознесіння Господнього, що в селі Черниця Рогачівської волості, римо-католицькому костелі Воздвиження Святого Христа і Євангелічно-лютеранській кірхі Новоград-Волинська.
У 1932–1933 роках Кам'яний Майдан постраждав від Голодомору. Кількість встановлених жертв — 3 особи.
Внаслідок масових репресій, що здійснювалися в СРСР у 1920-1940-х роках було заарештовано і позбавлено волі на різні терміни 20 мешкаців села, з яких 7 осіб розстріляно.
У жовтні 1935 року із села Кам'яний Майдан до Харківської області, на основі компроментуючих матеріалів НКВС, трьома ешелонами було виселено 29 родин (175 осіб), з них 26 — польських, 2 — українських і одна німецька. Серед виселених 40 осіб чоловічої статі, 44 жіночої, 91 дитина. Натомість на місце вибулих радянською владою переселялися колгоспники-ударники з Київської і Чернігівської областей.
У 2017 році увійшло до складу новоутвореної Брониківської сільської територіальної громади Новоград-Волинського (згодом — Звягельський) району Житомирської області.